# Зам (комуна)
Зам (рум. Zam) — комуна у повіті Хунедоара в Румунії. До складу комуни входять такі села (дані про населення за 2002 рік):
- Алмаш-Селіште (162 особи)
- Алмешел (27 осіб)
- Брешеу (15 осіб)
- Валя (29 осіб)
- Годінешть (192 особи)
- Делень (14 осіб)
- Зам (719 осіб) — адміністративний центр комуни
- Мікенешть (116 осіб)
- Погенешть (99 осіб)
- Пожога (319 осіб)
- Селчива (235 осіб)
- Темешешть (84 особи)
- Чербія (137 осіб)

Комуна розташована на відстані 334 км на північний захід від Бухареста, 38 км на захід від Деви, 123 км на південний захід від Клуж-Напоки, 98 км на схід від Тімішоари.

## Населення
За даними перепису населення 2002 року у комуні проживали 2148 осіб.
Національний склад населення комуни:
| Національність | Кількість осіб | Відсоток |
| -------------- | -------------- | -------- |
| румуни         | 2072           | 96,5%    |
| українці       | 52             | 2,4%     |
| угорці         | 11             | 0,5%     |
| цигани         | 3              | 0,1%     |
| німці          | 3              | 0,1%     |
| словаки        | 1              | < 0,1%   |

Рідною мовою назвали:
| Мова       | Кількість осіб | Відсоток |
| ---------- | -------------- | -------- |
| румунська  | 2076           | 96,6%    |
| українська | 52             | 2,4%     |
| угорська   | 9              | 0,4%     |
| циганська  | 3              | 0,1%     |
| німецька   | 1              | < 0,1%   |
| словацька  | 1              | < 0,1%   |

Склад населення комуни за віросповіданням:
| Релігія                                       | Кількість осіб | Відсоток |
| --------------------------------------------- | -------------- | -------- |
| православні                                   | 2017           | 93,9%    |
| п'ятдесятники                                 | 82             | 3,8%     |
| римо-католики                                 | 21             | 1,0%     |
| адвентисти                                    | 15             | 0,7%     |
| баптисти                                      | 6              | 0,3%     |
| реформати                                     | 1              | < 0,1%   |
| греко-католики                                | 1              | < 0,1%   |
| лютерани (Синодально-пресвітеріанська церква) | 1              | < 0,1%   |